# X¹+X²
X¹+X² es una colección en dos cajas de CDs titulados como JarlCDs. Los JarlsCDs se caracterizan por ser grabaciones en las que se aprecian sonidos provenientes del mundo ficticio de Jarlsburgo, un mundo dominado por la inteligencia artificial de la galaxia G0-3547A. No obstante, el valiente ciudadano Jarlsberto trata de derrotar a los villanos que buscan acabar con la civilización de Jarlsburgo y es en estos CDs donde el propio Jarlsberto graba las historias alucinantes que vive en su travesía. 
Cada caja contiene a su vez cuatro CD, dando en total ocho discos temáticos. Curiosamente cada uno de los discos tiene escrito su número en un idioma diferente.

## Contenido

### X¹

#### Disco uno (uno), doce pulgadas
1. Master and Servant (US Black and Blue Mix)
2. Strangelove (Pain Mix)
3. Behind the Wheel (Extended Remix)
4. Route 66 (Beatmasters Mix)
5. Everything Counts (Bomb the Bass Mix)
6. Personal Jesus (Pump Mix)
7. Dangerous (Hazchemix)
8. Enjoy the Silence (Bass Line)

#### Disco dos (zwei), doce pulgadas
1. Master and Servant (Slavery Whip Mix)
2. Shake the Disease (Remixed Extended version)
3. Black Celebration (Black Tulip Mix)
4. A Question of Time (New Town Mix)
5. Strangelove (Highjack Mix)
6. Behind the Wheel (Beatmasters Mix)
7. Everything Counts (Absolut Mix)
8. Personal Jesus (Telephone Stomp Mix)
9. Enjoy the Silence (Ricki Tik Tik Mix)

#### Disco tres (trois), doce pulgadas
1. Leave in Silence (versión larga)
2. Get the Balance Right (Combination Mix)
3. Everything Counts (In Larger Amounts)
4. Stripped (Highland Mix)
5. Fly on the Windscreen (versión extendida)
6. Never Let Me Down Again (Split Mix)
7. Strangelove (Blind Mix)
8. Personal Jesus (Holier Than Thou Approach)
9. Enjoy the Silence (Hands and Feet Mix)

#### Disco cuatro (four), Mezclas Extrañas
1. Something to Do (Metal Mix)
2. Are People People?
3. Breathing in Fumes
4. Fly on the Windscreen (Death Mix)
5. Black Day
6. A Question of Lust (Minimal)
7. Never Let Me Down Again (Aggro Mix)

### X²

#### Disco cinco (cinco), Instrumentales
1. Any Second Now (Altered)
2. Further Excerpts from: My Secret Garden
3. Oberkorn (It's A Small Town) (Development Mix)
4. The Great Outdoors
5. Christmas Island (versión extendida)
6. It Doesn't Matter Two (Instrumental)
7. Pimpf
8. Agent Orange
9. Stjarna
10. Sonata no. 14
11. Memphisto

#### Disco seis (sex), lados b
1. Ice Machine
2. Shout!
3. Any Second Now (voices)
4. Now This is Fun
5. Work Hard
6. In Your Memory
7. Flexible
8. Fly on the Windscreen
9. But Not Tonight
10. Pleasure Little Treasure
11. Route 66

#### Disco siete (cemb), en vivo uno
1. My Secret Garden (Hammersmith, Londres, 1982)
2. Shout! (Hammersmith, Londres, 1982)
3. Photographic (Hammersmith, Londres, 1982)
4. New Life (Hammersmith, Londres, 1982)
5. Boys Say Go! (Hammersmith, Londres, 1982)
6. Nothing to Fear (Hammersmith, Londres, 1982)
7. Tora! Tora! Tora! (Hammersmith, Londres, 1982)
8. See You (Hammersmith, Londres, 1982)
9. Just Can't Get Enough (Hammersmith, Londres, 1982)
10. Ice Machine (Empire Theatre, Liverpool, 1984)
11. Everything Counts (Empire Theatre, Liverpool, 1984)
12. More Than A Party (Birmingham, Inglaterra, 1986)

#### Disco ocho (oziem), en vivo dos
1. Black Celebration (del 101)
2. If You Want (Basilea, Suiza, 1984)
3. Shame (Basilea, Suiza, 1984)
4. Two Minute Warning (Empire Theatre, Liverpool, 1984)
5. Master and Servant (del 101)
6. Something to Do (Birmingham, Inglaterra, 1986)
7. Somebody (Empire Theatre, Liverpool, 1984)
8. People Are People (del 101)
9. Told You So (Empire Theatre, Liverpool, 1984)
10. Blasphemous Rumours (Basilea, Suiza, 1984)
11. Stripped (del 101)
12. A Question of Time (del 101)

- Datos: Q6169404